# Hôtel Meiland
Hôtel Meiland je městský palác v Paříži, který leží na ostrově sv. Ludvíka. Budova chráněná jako historická památka je využívána ke školským účelům.

## Poloha
Palác se nachází ve 4. obvodu na severním nábřeží ostrova sv. Ludvíka jako nárožní dům na adrese 19 Quai d'Anjou a 20 Rue Poulletier. Sousedí s ním Hôtel de Lauzun.

## Historie
Palác byl postaven v roce 1642 a od roku 1988 je chráněn jako historická památka. Ve škole sídlí mateřská škola a základní škola. 